# Крайние точки Сербии
Ниже приведен список крайних точек Сербии.

## Крайние точки
- Северная точка — урочище Хайдуково, Северно-Бачский округ (46°11′ с. ш. 19°40′ в. д.HGЯO)
- Южная точка — возле Драгаша (Косово) (41°52′ с. ш. 20°39′ в. д.HGЯO)
- Западная точка — село Бездан Западно-Бачский округ (45°51′ с. ш. 18°51′ в. д.HGЯO)
- Восточная точка — село Сенокос, Димитровград,Пиротский округ(43°12′ с. ш. 23°00′ в. д.HGЯO)

## Крайние высоты
- Высочайшая точка — гора Джяравица (2656м) в Косово 42°31′58″ с. ш. 20°08′27″ в. д.HGЯO

гора Миджур (2169) 43°23′38″ с. ш. 22°40′55″ в. д.
- Низшая точка — Тимок (28 м).